# Isoperla holochlora
Isoperla holochlora és una espècie d'insecte plecòpter pertanyent a la família dels perlòdids.

## Hàbitat
En el seu estadi immadur és aquàtic i viu a l'aigua dolça, mentre que com a adult és terrestre i volador.

## Distribució geogràfica
Es troba a Nord-amèrica: el Canadà (Nova Escòcia i el Quebec) i els Estats Units (Connecticut, Delaware, Geòrgia, Kentucky, Massachusetts, Maryland, Maine, Carolina del Nord, Nova York, Pennsilvània, Tennessee, Virgínia i Virgínia de l'Oest, incloent-hi la badia de Chesapeake).